# Holiday (bài hát của Lil Nas X)
"Holiday" (viết hoa toàn bộ cách điệu) là một bài hát của rapper người Mỹ Lil Nas X. Nó được phát hành vào ngày 13 tháng 11 năm 2020 thông qua Columbia Records. Bản xem trước của bài hát, có tựa đề "The Origins of Holiday", được phát hành vào ngày 8 tháng 11.

## Hợp tác

### Buổi hòa nhạcRoblox
Vào ngày 10 tháng 11 năm 2020, Roblox công bố "Trải nghiệm buổi hòa nhạc Lil Nas X", bắt đầu vào ngày 14 tháng 11 năm 2020 lúc 1 giờ chiều theo giờ PST.  Buổi hòa nhạc được sử dụng để quảng bá đĩa đơn, với Lil Nas X hát nhiều bài hát nổi tiếng của mình thông qua một hình đại diện lớn. Sự kiện này được nhiều người coi là thành công, với 33 triệu lượt xem.